# Onthophagus singulariformis
Onthophagus singulariformis là một loài bọ cánh cứng trong họ Bọ hung (Scarabaeidae).